# Mein bester Feind (Film)
Mein bester Feind ist der Titel eines 2011 veröffentlichten österreichisch-luxemburgischen Spielfilms von Wolfgang Murnberger. Das Drehbuch schrieb der Regisseur zusammen mit Paul Hengge nach dessen Roman Wie es Victor Kaufmann gelang, Adolf Hitler doch noch zu überleben. Der Film mit Moritz Bleibtreu und Georg Friedrich in den Hauptrollen lief in den österreichischen Kinos ab dem 11. März 2011, in Deutschland ab dem 1. September 2011.

## Handlung
Wien, kurz nach dem Anschluss Österreichs ans Deutsche Reich: Victor Kaufmann und Rudi Smekal sind seit ihrer frühesten Kindheit Freunde. Doch die neuen soziopolitischen Verhältnisse stellen die Freundschaft der beiden auf eine harte Probe. Denn Victor ist Jude, Rudi gilt nach den Nürnberger Rassengesetzen als Deutscher. Victor und seine Eltern Hannah und Jakob Kaufmann konnten nicht rechtzeitig aus Österreich fliehen und werden daher in das KZ Mauthausen deportiert. Rudi indessen tritt der Nationalsozialistischen Deutschen Arbeiterpartei (NSDAP) und der SS bei, und hofft, in Hitlers Partei Karriere zu machen. Außerdem verlobt sich Rudi mit Lena, der früheren Verlobten von Victor.
Einige Jahre später besucht Rudi seinen ehemaligen Freund Victor im KZ. Der Grund ist jedoch wenig freundschaftlich. Im nun „arisierten“ Besitz der Familie Kaufmann befindet sich eine Zeichnung des italienischen Malers Michelangelo. Diese sollte als Zeichen der Waffenbruderschaft von Hitler an Benito Mussolini übergeben werden. Doch es wurde festgestellt, dass es sich um eine Kopie handelt. Victor soll der SS nun verraten, wo sein inzwischen verstorbener Vater das Original versteckt hat. Dafür wird er von der SS in einem Flugzeug nach Berlin gebracht. Mit an Bord ist auch sein ehemaliger Freund Rudi. Auf dem Weg wird das Flugzeug von polnischen Widerstandskämpfern beschossen und es stürzt ab.
Victor kann Rudi zwar aus dem Wrack befreien, trifft danach aber einen folgenschweren Entschluss: In einem Schuppen tauscht er mit Rudi die Kleidung. Nun trägt er eine SS-Uniform und Rudi das schäbige Häftlingsgewand mit Judenstern. Die Verwandlung ist komplett, da kein Deutscher glaubt, Rudi wäre einer der ihren. Andererseits muss Victor stets befürchten, entdeckt zu werden. Victor entwickelt einen Plan, um seiner noch lebenden Mutter dabei zu helfen, in die Schweiz zu fliehen. Dafür ist er anscheinend bereit, den Nazis das Bild zu überlassen.
Schließlich wird er doch enttarnt und von der SS erneut gefangen genommen. Zusammen mit Rudi und dessen Kommandanten kehrt er in das ehemalige Haus der Familie zurück. Dort bemerkt er, dass sein Vater das Original in einem Selbstporträt von sich versteckt hat, er verrät es aber nicht. Stattdessen findet die SS eine weitere Kopie des Michelangelo, und sie glaubt nun, das Original in Händen zu halten.
Victor überlebt schließlich den Krieg und kehrt zusammen mit seiner Mutter und seiner Geliebten Lena nach Wien zurück. Dort hat Rudi die ehemalige Galerie der Familie neu eröffnet und möchte bei seiner ersten großen Auktion die Bilder der Familie Kaufmann sowie das vermutliche Original des Michelangelo versteigern. Um sein schlechtes Gewissen zu erleichtern, überlässt Rudi Victor das Porträt seines Vaters kostenlos. Fast zeitgleich findet ein Gutachter heraus, dass das zu versteigernde Bild nicht das Original ist, und die Medien stürzen sich auf Rudi. Dieser sieht draußen Victor und seine Familie weggehen, mit dem Originalbild von Michelangelo in Händen.

## Hintergrund
Die Dreharbeiten zu dem Film fanden in Wien und in Niederösterreich statt.
Im Rahmen der Berlinale 2011 lief Mein bester Feind außer Konkurrenz im Wettbewerbsprogramm.

## Fotos von Dreharbeiten

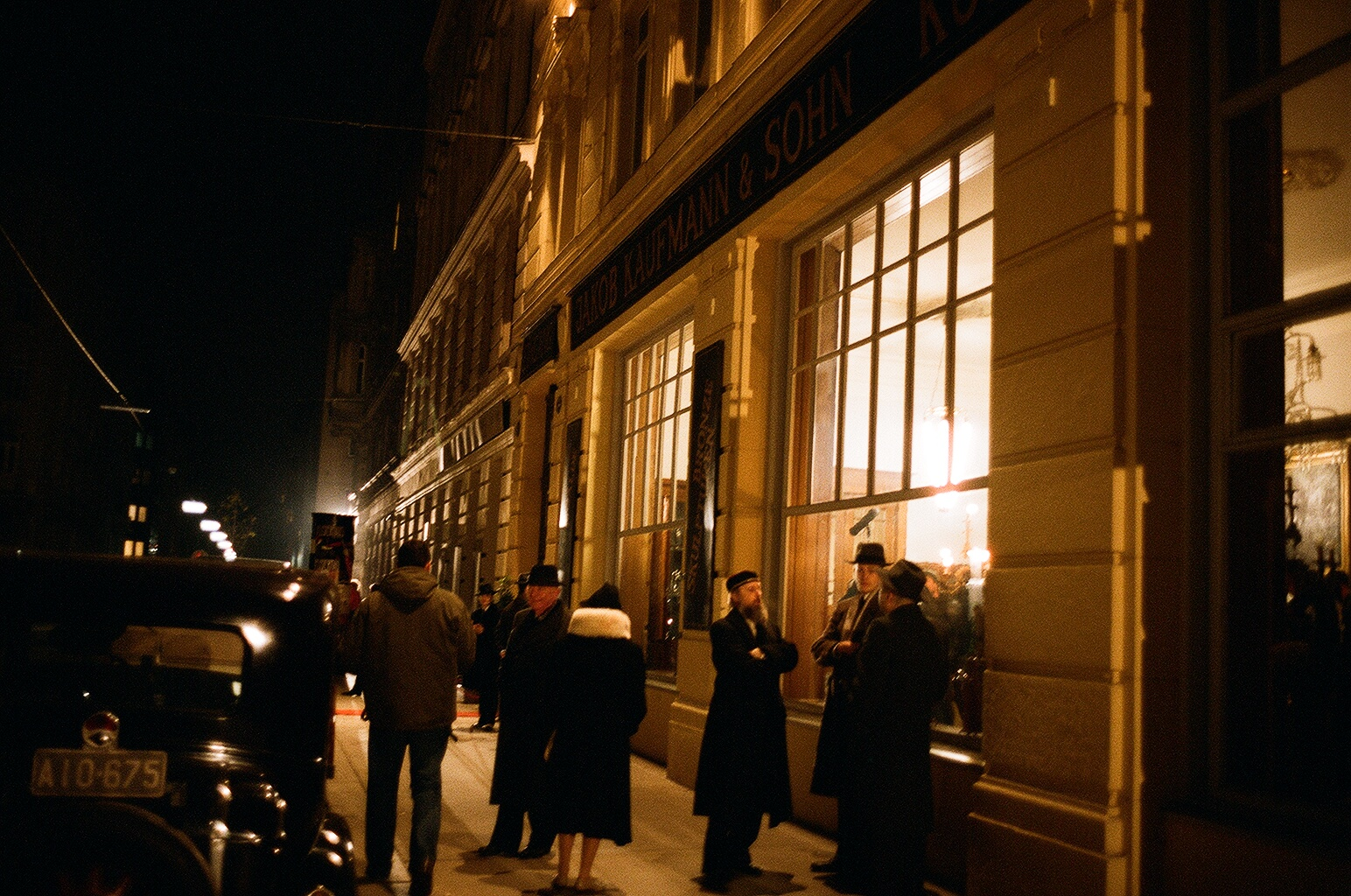
Filmdreharbeiten zu "Mein bester Feind" in 1040 Wien, Große Neugasse 33
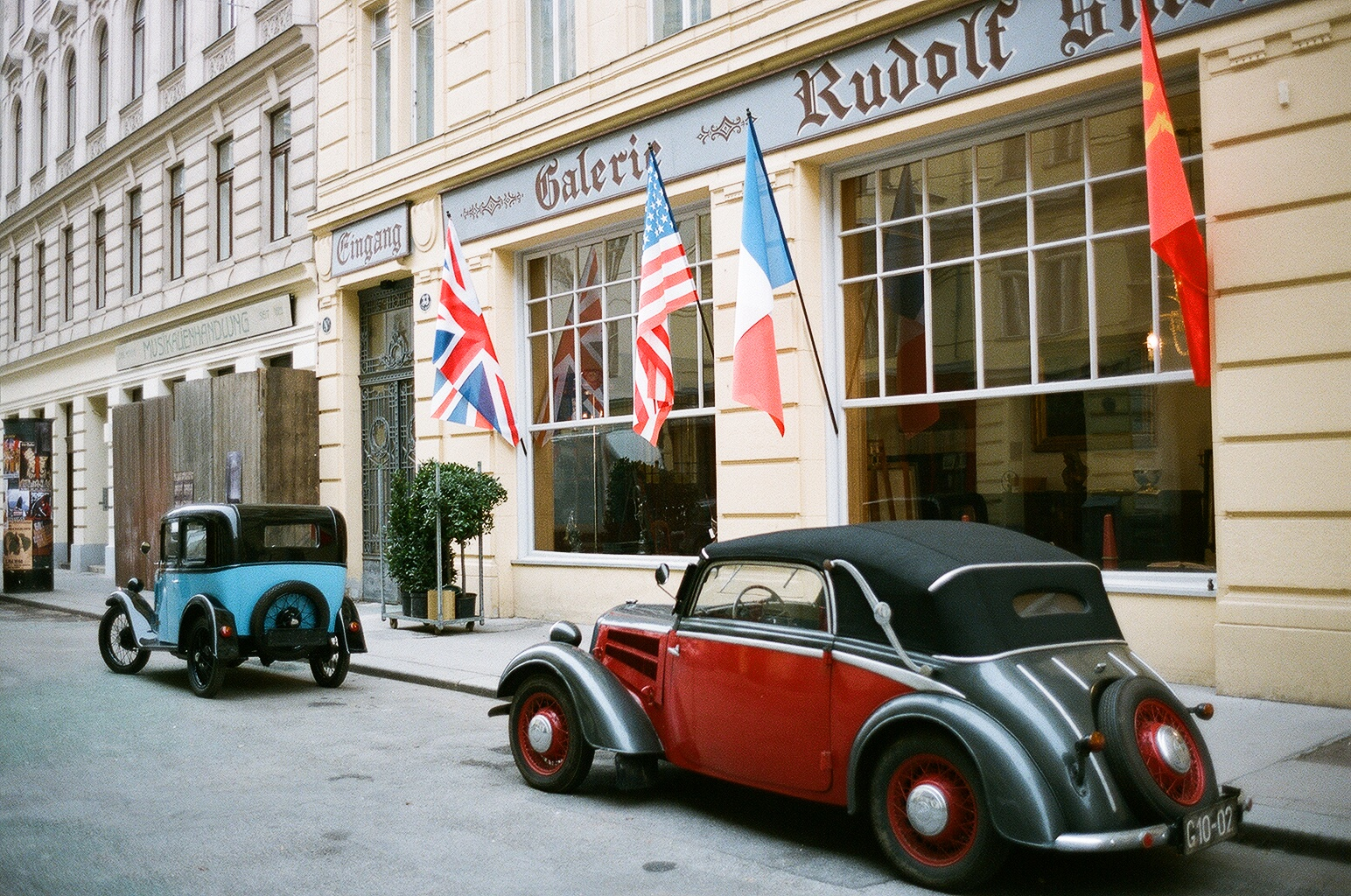
Filmdreharbeiten zu "Mein bester Feind" mit Oldtimern im Jahr 2009
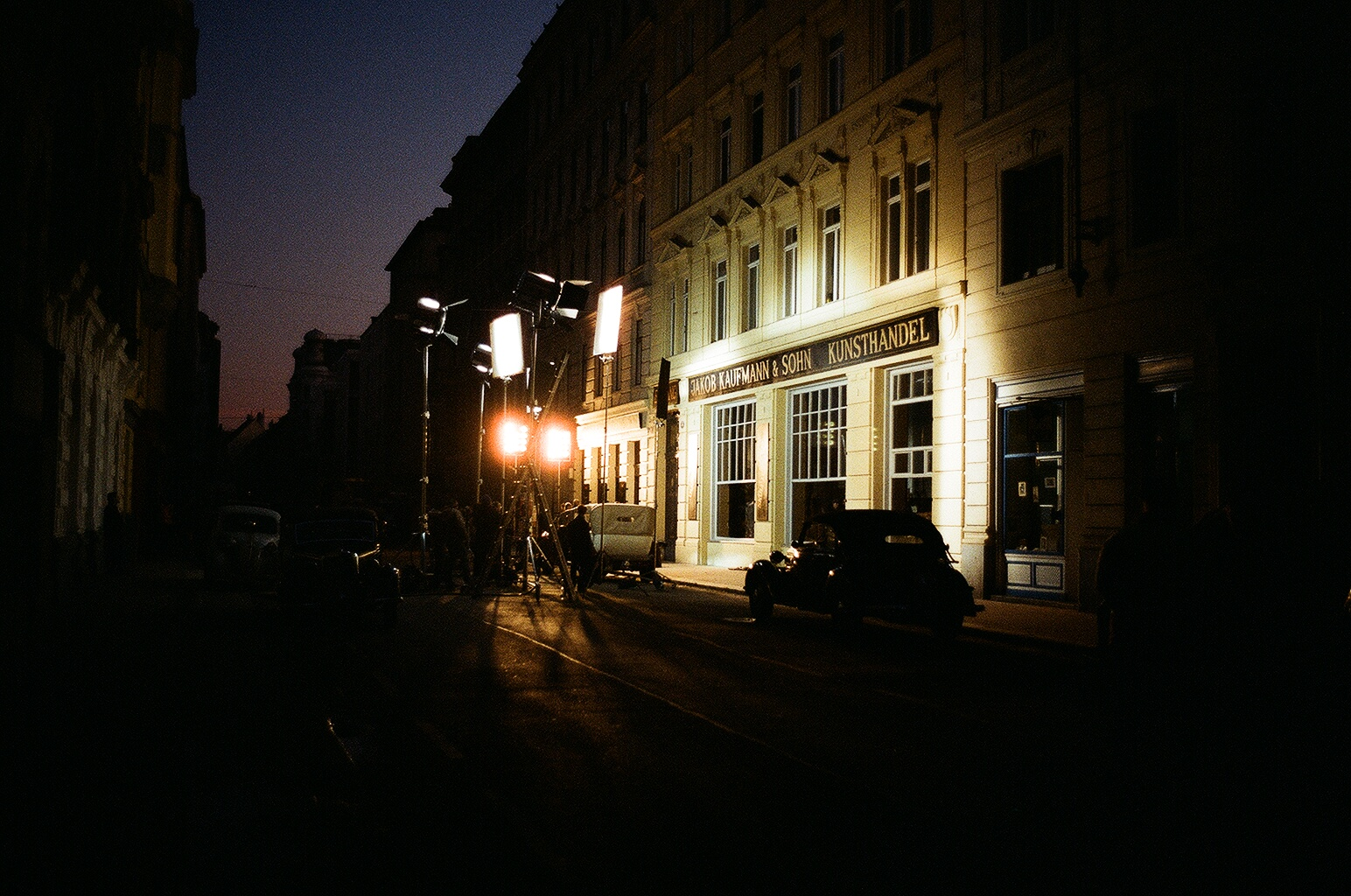
Filmdreharbeiten zu "Mein bester Feind" in 1040 Wien, Große Neugasse 33
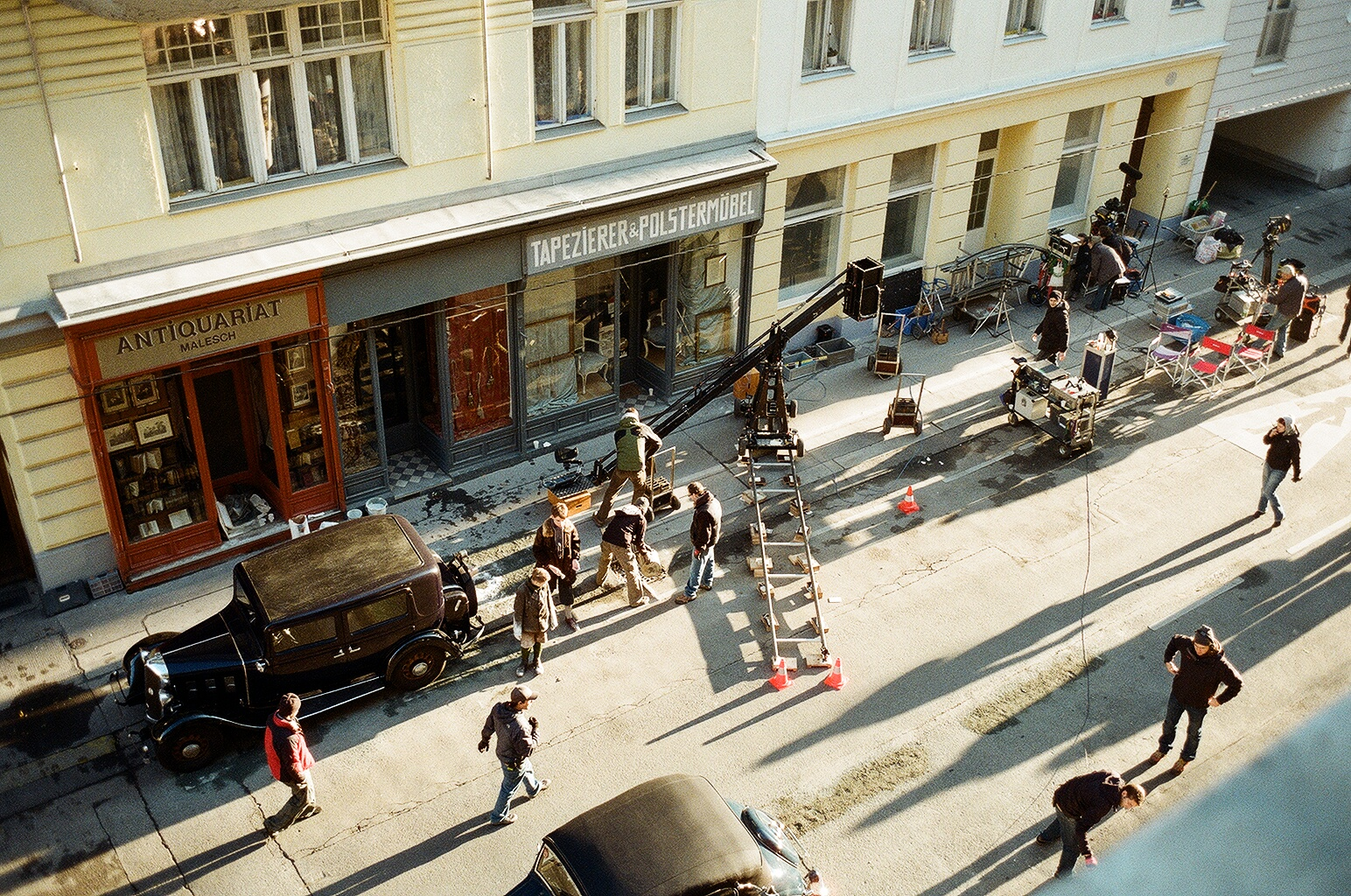
Filmdreharbeiten zu "Mein bester Feind" in 1040 Wien, Große Neugasse
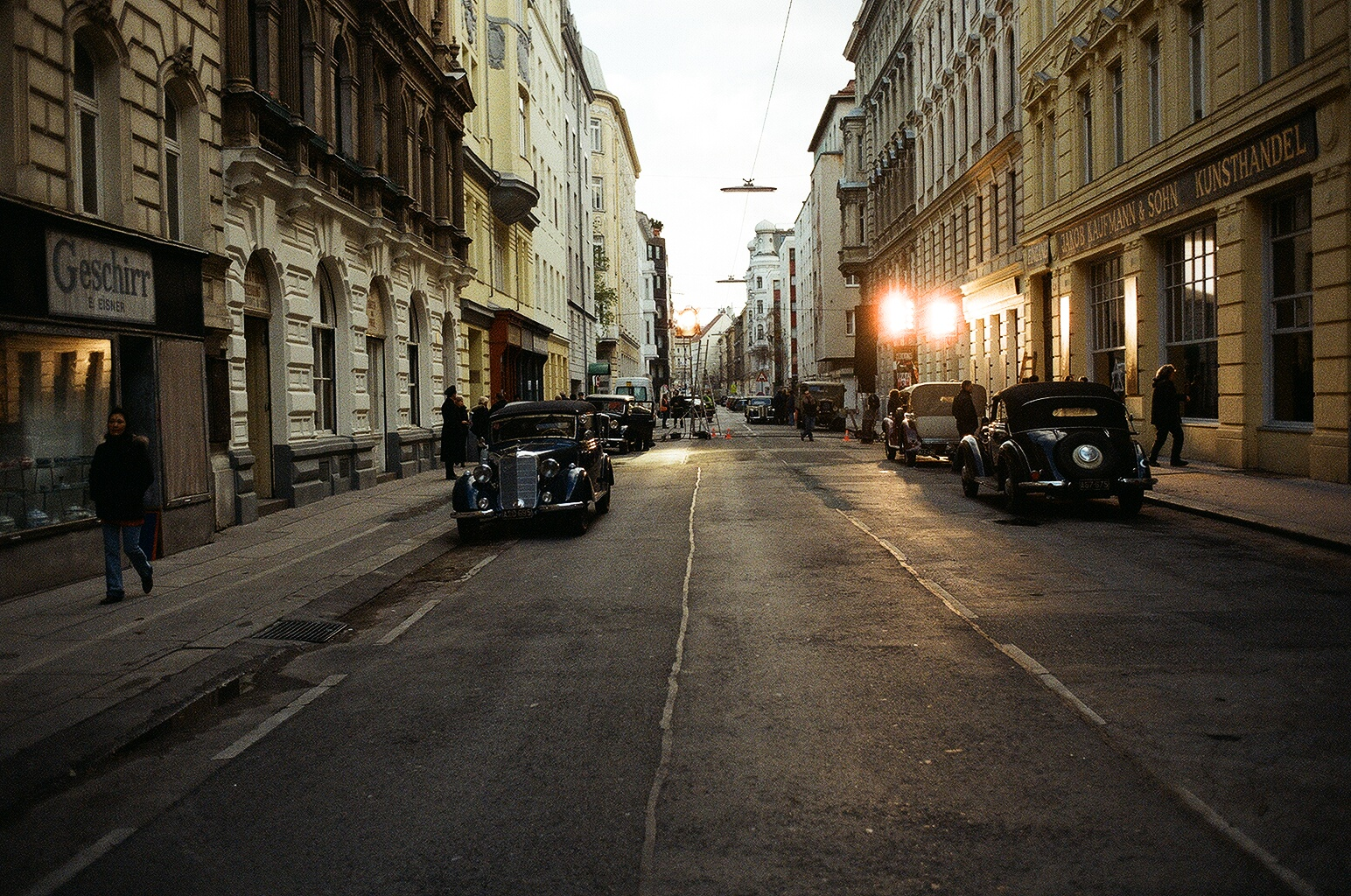
Filmdreharbeiten zu "Mein bester Feind" in 1040 Wien, Große Neugasse

## Auszeichnungen
- 2012: Österreichischer Filmpreis für das beste Kostümbild und die beste Maske